# Josef Bayer (Linguist)
Josef Bayer (* 1950 in Dietfurt an der Altmühl) ist ein deutscher Sprachwissenschaftler und emeritierter Professor der Universität Konstanz, wo er von 2000 bis 2016 den Lehrstuhl für Allgemeine Linguistik und Germanistische Linguistik innehatte. Sein Forschungsschwerpunkt ist die Syntax einschließlich ihrer Rolle in der menschlichen Sprachverarbeitung. 

## Leben
Nach seiner Habilitation in theoretischer Linguistik in Konstanz hielt Bayer Gastprofessuren in Düsseldorf und Wien, bevor er als Professor für Allgemeine und Germanistische Linguistik an die Friedrich-Schiller-Universität Jena berufen wurde, wo er von 1994 bis 2000 wirkte. Er folgte neben seiner Lehrtätigkeit Einladungen als Gastdozent an die Universität Verona. 
Bayer schreibt gelegentlich als Gastautor für die konservativen Medien Achse des Guten und Tichys Einblick.
Bayers Beiträge zur Syntax ordnen sich wesentlich dem theoretischen Rahmen der generativen Grammatik zu. Mit dem Artikel Comp in Bavarian Syntax von 1984 wurde die Dialektsyntax erstmals in einen formalen und komparativ ausgerichteten Forschungsrahmen integriert. Seit den 1990er Jahren stellen Fokus- wie auch Modalpartikeln sowie Fragesätze ebenfalls einen Schwerpunkt in seinen Beiträgen zur generativen Grammatiktheorie dar.
Bayer untersuchte in Arbeiten zu aphasischen Störungen und in experimentellen Arbeiten zum zeitgebundenen Sprachverstehen die Bedeutung linguistischer und psycholinguistischer Modelle für die Theorie der menschlichen Sprachverarbeitung. 
In einem Beitrag in der Neuen Zürcher Zeitung argumentierte Bayer 2019, dass die vermeintlich gendergerechte Umgestaltung der Sprache auf linguistischen Fehlanalysen beruht und „die gendergerechte Sprache […] außer einer Menge stilistischer und ästhetischer Entgleisungen nichts Positives und schon gar nichts Fortschrittliches hervorbringen“ werde.

## Mitgliedschaften
- Josef Bayer ist  Mitglied des 2020 gegründeten Netzwerks Wissenschaftsfreiheit.[3]

## Veröffentlichungen (Auswahl)
- COMP in Bavarian syntax. In: The Linguistic Review. 3, 1984, S. 209–274.
- Directionality and Logical Form: On the Scope of Focusing Particles and Wh-in-situ. Kluwer, Dordrecht 1996.
- mit J.-M. Hopf, M. Bader und M. Meng: Event-related brain potentials and case information in syntactic ambiguities. In: Journal of Cognitive Neuroscience. Band 10, Nr. 2, 1998 264–280.
- mit M. Bader und M. Meng: Morphological underspecification meets oblique case: syntactic and processing effects in German. In: Lingua. Band 111, 2001, S. 465–514.
- mit M. Bader: Case and Linking in Language Comprehension: Evidence from German. Springer, Berlin 2006.
- mit H.-G. Obenauer: Discourse particles, clause structure, and question types. In: The Linguistic Review. Band 28, 2011, S. 449–491.
- als Hrsg. mit R. Hinterhölzl und A. Trotzke: Discourse-oriented Syntax. John Benjamins, Amsterdam 2015.
- mit P. Dasgupta: Emphatic topicalization and the structure of the left periphery: Evidence from German and Bangla. In: Syntax. A Journal of Theoretical, Experimental and Interdisciplinary Research. Band 19, 2016, S. 309–353.
- mit J. Häussler und M. Bader: A New Diagnostic for Cyclic Wh-Movement. Discourse Particles in German Questions. In: Linguistic Inquiry. Band 47, 2016, S. 591–629.
- Prima la musica, dopo le parole: A small note on a big topic. In G. Sengupta et al. (Hrsg.): Perspectives on the Architecture and Acquisition of Syntax: Essays in Honour of R. Amritavalli. Springer, Singapur 2017, S. 195–213.
- als Hrsg. mit V. Struckmeier: Discourse Particles: Formal Approaches to their Syntax and Semantics. De Druyter, Berlin 2017.
- 160 Criterial freezing in the syntax of particles. In: J. Hartmann et al. (Hrsg.): Freezing: Theoretical Approaches and Empitical Domains. De Gruyter, Berlin / New York 2018, S. 225–263.
- mit L. L.-S. Cheng: Wh-in-situ. In: M. Everaert, H. van Riemsdijk (Hrsg.): The Blackwell Companion to Syntax. Blackwell, Oxford 2017, S. 4979–5022.
- mit A. Czypionka: Inverse Case attraction: experimental evidence for a 2017 syntactically guided process. In: Journal of Comparative Germanic Linguistics. Band 21, 2018, S. 135–188.
- mit C. Freitag: How much verb moves to second position? In: H. Lohnstein, A. Tsiknakis (Hrsg.): Verb Second – Grammar Internal and Grammar External Interfaces. De Gruyter, Berlin / New York 2020, S. 77–122.